# 傑維恩
傑維恩，台灣作家，本名王俊傑，1976年出生於台中縣清水鎮（今臺中市清水區），著有散文集《傑維恩愛說故事》、長篇小說《深藍色與27號》。其作品曾榮獲第五屆、第六屆、第八屆台中縣文學獎，以及第五屆皇冠百萬小說獎初選入圍。
文學評論家認為，他的小說當中習慣使用第二人稱敘事觀點的書寫策略，經常造成尖銳的梳理、探掘、對話，乃至論辯的效果；他的作品擅長表達小說人物內心的荒蕪、欲求，以及情感的探索，同時具有私語、對話與辯證性，形式與內容的密合度高，含攝深沉的生命思索，人物角色的光影反差大，立體感佳，是個才情洋溢的作家。
2004年9月前往英國普茲茅斯(Portsmouth)大學攻讀碩士。

## 作品
- 《傑維恩愛說故事》 ISBN 9578798679
- 《深藍色與27號》 ISBN 9867494156
- 《網戀故事：網路版上的心情故事》
- 《網戀故事2網路版上的心情故事》
- 《網戀故事3—處男老公》
- 《網戀故事4—飼養螢光魚的男子》

## 外部連結
- 日光溫暖文學報